# Nacionalinė krepšinio lyga
La Nacionalinė krepšinio lyga, también conocida por sus siglas NKL, es el segundo nivel de competición profesional de baloncesto de Lituania, tras la Lietuvos krepšinio lyga. Fue creada en el año 2005, y en la actualidad la disputan 14 equipos. El campeón tiene la opción de ascender a la LKL, aunque realmente casi nunca sucede.

## Equipos actuales
| Team                   | Arena                               | Capacity | City        | Founded |
| ---------------------- | ----------------------------------- | -------- | ----------- | ------- |
| BC Delikatesas         | Saulės elementary school sport hall | 200      | Joniškis    | 1994    |
| BC Ereliai             | Mažeikiai Venta school sport hall   | 800      | Mažeikiai   | 2005    |
| BC Ežerūnas            | Molėtai arena                       | 500      | Molėtai     | 2009    |
| BC Jonava              | Jonava Arena                        | 2200     | Jonava      | 1999    |
| BC KTU                 | Chemistry building sport hall       | 200      | Kaunas      | 1990    |
| BC Neptūnas-Akvaservis | Klaipėda KKRC                       | 400      | Klaipėda    | 1987    |
| BC Palanga             | Palanga arena                       | 1000     | Palanga     | 2014    |
| BC Perlas              | Lietuvos rytas Arena                | 3000     | Vilnius     | 2013    |
| BC Sūduva-Mantinga     | Marijampolė ŽSM sport hall          | 600      | Marijampolė | 2006    |
| BC Šilutė              | Šilutės Vydūno gymnasium            | 500      | Šilutė      | 1990    |
| BC Tauragė             | Sport Center "Bastilija"            | 400      | Tauragė     | 2010    |
| BC Telšiai             | Telšiai Sport Arena                 | 750      | Telšiai     | 2012    |
| BC Vytis               | Šakiai JKSC sport hall              | 800      | Šakiai      | 2005    |
| BC Žalgiris-2          | Žalgiris training facility          | 500      | Kaunas      | 1999    |

## Palmarés
| Season  | Campeón                                | Finalista                     | Tercer puesto                          |
| ------- | -------------------------------------- | ----------------------------- | -------------------------------------- |
| 2005–06 | Akademija-MRU Vilnius                  | Nafta-Uni-Laivitė Klaipėda    | Puntukas-Jarimpeksas Anykščiai         |
| 2006–07 | Nafta-Uni-Laivitė Klaipėda             | Dextera Jonava                | Meresta Pakruojis                      |
| 2007–08 | Žalgiris-Arvydas Sabonis school Kaunas | Naglis-Adarkis Palanga        | Dextera Jonava                         |
| 2008–09 | Rūdupis Prienai                        | Meresta Pakruojis             | Mažeikiai                              |
| 2009–10 | Naglis-Adarkis Palanga                 | Malsta Jonava                 | Mažeikiai                              |
| 2010–11 | Pieno žvaigždės Pasvalys               | Mažeikiai                     | Nafta-Universitetas Klaipėda           |
| 2011–12 | LKKA-Atletas Kaunas"                   | Statyba Vilnius               | Žalgiris-Arvydas Sabonis school Kaunas |
| 2012–13 | Mažeikiai“                             | Dzūkija Alytus                | Žalgiris-2 Kaunas                      |
| 2013–14 | Mažeikiai                              | Trakai                        | Tiumenas-Ežerūnas Molėtai              |
| 2014–15 | Nafta-Uni-Akvaservis Klaipėda          | Ežerūnas-Karys Molėtai        | Sūduva-Mantinga Marijampolė            |
| 2015–16 | Sūduva-Mantinga Marijampolė            | Žalgiris-2 Kaunas             | Palanga                                |
| 2016–17 | Sūduva-Mantinga Marijampolė            | Nafta-Uni-Akvaservis Klaipėda | Vytis Šakiai                           |
| 2017–18 | Neptūnas-Akvaservis Klaipėda           | Žalgiris-2 Kaunas             | Vytis Šakiai                           |
| 2018–19 | Sūduva-Mantinga Marijampolė            | Vytis Šakiai                  | BC Telšiai                             |
| 2019–20 | Sūduva-Mantinga Marijampolė            | BC Telšiai                    | BC Šilutė                              |
| 2020–21 | Jonavos Sporto Klubas                  | BC Telšiai                    | BC Vytis                               |
| 2021–22 | BC Gargždai-SC                         | Sūduva-Mantinga               | BC Telšiai                             |